# تکلنبورگ
شهر تکلنبورگ (به آلمانی: Tecklenburg) در ایالت نوردراین-وستفالن در کشور آلمان واقع شده‌است.